# Typhonium jonesii
Typhonium jonesii là một loài thực vật có hoa trong họ Ráy (Araceae), loài đặc hữu ở Úc.

## Từ nguyên
Tên gọi của loài này là jonesii nhằm vinh danh nhà thực vật học người Úc David L. Jones, người đã tạo ra các bộ sưu tập có giá trị về các loài Typhonium trong Lãnh thổ phía Bắc năm 1984.

## Mô tả
Loài này là một loài nhỏ, rụng lá, thảo mộc lâu năm, mọc lại hàng năm từ giả thân hành khoảng đường kính 2,5 cm. Lá có ba thùy sâu. Hoa được bao bọc trong một lớp mo màu hoa cà nhạt, xuất hiện vào tháng 12.

## Phân bố và môi trường sống
Loài này chỉ được biết đến ở Quần đảo Tiwi, ngoài khơi bờ biển  nhiệt đới Top End phía bắccủa Lãnh thổ phía Bắc. Nó được tìm thấy ở rừng thưa bạch đàn và rừng mưa trên những ngọn đồi đá và trong các đồn điền.

## Bảo tồn
Loài này được liệt kê là có nguy cơ tuyệt chủng theo Đạo luật EPBC của Úc. Các mối đe dọa tiềm ẩn chính bao gồm quy hoạch cho lâm nghiệp, xáo trộn môi trường sống do động vật hoang dã như trâu nước, ngựa, lợn và gia súc, cỏ dại xâm lấn như cỏ truyền giáo và cỏ gamba, và chế độ cháy không phù hợp.